# Thụ thể VEGF
Thụ thể VEGF hay thụ thể yếu tố tăng trưởng nội mạch (tiếng Anh: vascular endothelial growth factor receptor, viết tắt: VEGFR) là thụ thể của yếu tố tăng trưởng nội mạch (VEGF). Có 3 loại VEGFR chính: VEGFR1, VEGFR2 và VEGFR3, và dựa vào quá trình cắt nối luân phiên mRNA, chúng được chia thành 2 loại cơ bản là VEGFR liên kết màng (mbVEGFR) và VEGFR hòa tan (sVEGFR).
Các chất ức chế VEGFR được sử dụng trong điều trị ung thư.

## VEGF
Yếu tố tăng trưởng nội mạch (VEGF) là một protein tín hiệu quan trọng liên quan đến các quá trình hình thành mạch máu (sự hình thành hệ tuần hoàn) và tân sinh mạch (sự phát triển các mạch máu mới từ mạch máu đã tồn tại trước). Mặc dù VEGF cũng có tác động kích thích sự di chuyển của bạch cầu đơn nhân/đại thực bào, hoạt tính của VEGF được giới hạn chủ yếu trên tế bào nội mô mạch máu. Trong các nghiên cứu in vitro, VEGF có khả năng kích thích lên quá trình tạo ra các nguyên phân tố (mitogenesis) và sự di chuyển của tế bào (cell migration). VEGF cũng làm tăng tính thấm của các vi mạch máu, vì vậy nó cũng có tên khác là yếu tố thấm mạch máu (vascular permeability factor).

## Sinh học thụ thể

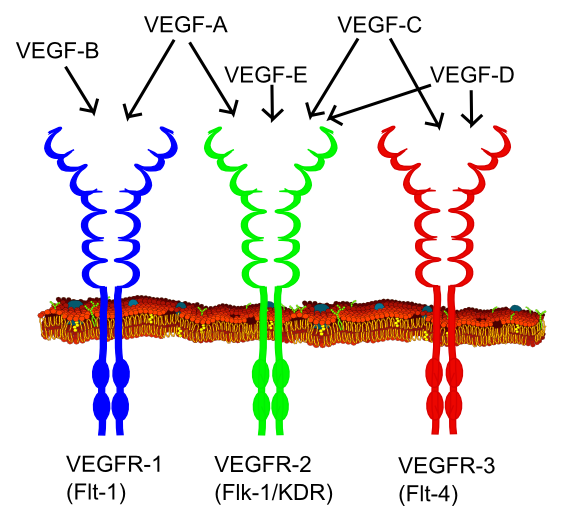
Các phối tử VEGF và thụ thể tương ứng.

Tất cả các thành viên của họ VEGF đều có thể kích thích đáp ứng tế bào thông qua liên kết các trên thụ thể tyrosine kinase (cụ thể là thụ thể VEGF) trên bề mặt tế bào, kích thích hai thụ thể ghép cặp và kích hoạt tín hiệu thông qua phosphoryl hóa chéo (transphosphorylation). Cấu trúc VEGFR gồm 3 phần chính: vùng ngoại bào, vùng xuyên màng và vùng nội bào. Vùng ngoài bào chứa 7 domain giống immunoglobulin (Ig-like), nơi nhận tín hiệu từ VEGF; và vùng nội bào chứa một domain tyrosine kinase không liên tục, nới quá trình phosphoryl hóa chéo diễn ra sau khi hai thụ thể ghép cặp.
Trong khi tất cả VEGF đều tương tác với VEGFR2, VEGFR1 chỉ nhận tín hiệu từ VEGF-A. VEGFR1 được xem như một thụ thể mồi (decoy receptor), ngăn VEGF liên kết với VEGFR2 (đặc biệt quan trọng trong quá trình hình thành mạch máu ở phôi thai). VEGF-C/D là phối tử của VEGFR3, đóng vai trò quan trọng trong quá trình tân sinh mạch bạch huyết (lymphangiogenesis).
Ngoài ra, neuropilin cũng được xem như thụ thể cho VEGF. Các VEGF tương tác với phức hợp neuropilin-VEGFR làm tăng đáp ứng trên tế bào nội mô trong quá trình tạo mạch máu. Neuropilin là một receptor đa phối tử, ngoài VEGF, neuropilin cũng nhận tín hiệu từ các semaphorin nhóm 3, cạnh tranh với VEGF165 và vì vậy có thể điều hòa quá trình tân sinh mạch kích thích từ VEGF.